# Dysponetus caecus
Dysponetus caecus är en ringmaskart som först beskrevs av Langerhans 1880.  Dysponetus caecus ingår i släktet Dysponetus och familjen Chrysopetalidae. Arten är reproducerande i Sverige. Inga underarter finns listade i Catalogue of Life.